# Ronnie Whelan
Ronald „Ronnie” Andrew Whelan (ur. 25 września 1961 w Dublinie) – irlandzki piłkarz, grający na pozycji pomocnika. Występował w Liverpool F.C. oraz Southend United.
Był synem Ronniego Whelana seniora, piłkarza m.in. St. Patrick’s Athletic.